# Heartthrob
Heartthrob è il settimo album in studio del duo musicale canadese Tegan and Sara, pubblicato il 29 gennaio 2013.

## Tracce
1. Closer – 3:29
2. Goodbye, Goodbye – 3:26
3. I Was a Fool – 3:24
4. I'm Not Your Hero – 3:51
5. Drove Me Wild – 3:49
6. How Come You Don't Want Me – 2:53
7. I Couldn't Be Your Friend – 4:19
8. Love They Say – 3:35
9. Now I'm All Messed Up – 4:08
10. Shock to Your System – 3:36

Tracce bonus nell'edizione deluxe
1. Guilty as Charged – 4:05
2. I Run Empty – 4:19

## Formazione
Tegan and Sara
- Tegan Quin – voce, chitarra elettrica, chitarra acustica, tastiera
- Sara Quin – voce, chitarra, tastiera, programmazione

Altri musicisti
- Greg Kurstin – chitarra elettrica, basso, tastiera, piano, programmazione
- Justin Meldal-Johnsen – chitarra elettrica, basso, tastiera, programmazione
- Mike Elizondo – chitarra acustica in I Run Empty, tastiera, programmazione
- Rob Cavallo – chitarra elettrica, percussioni
- Tim Pierce – chitarra elettrica
- Josh Lopez – chitarra elettrica
- Joey Waronker – batteria
- Victor Indrizzo – batteria, percussioni
- Dorian Crozier – batteria, percussioni
- Chris Chaney – basso
- Dave Palmer – tastiera, piano
- Jamie Muhoberac – tastiera

Produzione
- Greg Kurstin – produzione
- Justin Meldal-Johnsen – produzione
- Mike Elizondo – produzione
- Rob Cavallo – produzione
- Manny Marroquin – missaggio
- Damian Taylor – missaggio in I Run Empty

## Classifiche
| Classifica (2013)         | Posizione massima |
| ------------------------- | ----------------- |
| Australia                 | 14                |
| Austria                   | 57                |
| Canada                    | 2                 |
| Finlandia                 | 31                |
| Irlanda                   | 24                |
| Nuova Zelanda             | 27                |
| Paesi Bassi               | 94                |
| Regno Unito               | 38                |
| Stati Uniti               | 3                 |
| Stati Uniti (alternative) | 1                 |
| Stati Uniti (rock)        | 1                 |
| Stati Uniti (digital)     | 2                 |